# Chavin
Chavin é uma comuna francesa na região administrativa do Centro, no departamento Indre. Estende-se por uma área de 13,71 km². Em 2010 a comuna tinha 279 habitantes (densidade: 20,4 hab./km²).